# Bentley Crag
Bentley Crag är en kulle i Antarktis. Den ligger i Västantarktis. Argentina, Chile och Storbritannien gör anspråk på området. Toppen på Bentley Crag är 1 000 meter över havet, eller 834 meter över den omgivande terrängen. Bredden vid basen är 2,2 km.
Terrängen runt Bentley Crag är kuperad åt sydost, men åt nordväst är den bergig. Trakten är obefolkad. Det finns inga samhällen i närheten. 